# Olympische Sommerspiele 1932/Teilnehmer (Philippinen)
| Gelbes Symbol für Goldmedaillen mit stilisierten Olympischen Ringen | Graues Symbol für Silbermedaillen mit stilisierten Olympischen Ringen | Braundes Symbol für Bronzemedaillen mit stilisierten Olympischen Ringen |
| ------------------------------------------------------------------- | --------------------------------------------------------------------- | ----------------------------------------------------------------------- |
| —                                                                   | —                                                                     | 3                                                                       |

Die Philippinen nahmen mit sieben Sportlern an den Olympischen Sommerspielen 1932 in Los Angeles teil. Sie traten in den Sportarten Leichtathletik (Hochsprung), Schwimmen und Boxen an.
Einer der Sportler trug die Fahne zur Eröffnungsfeier in das Stadion und alle Teilnehmer wurden von Trainern oder Funktionären begleitet, darunter Regino R. Ylanan, früherer erfolgreicher aktiver Sportler und nun Generalsekretär der Amateur-Leichtathletik Föderation der Philippinen als Vertreter des NOK der Philippinen.

## Medaillengewinner

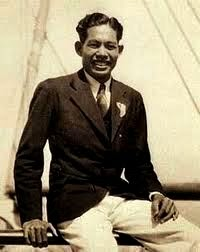
Simeon Toribio

Quelle: IOC Official Report
 Bronze
| Name(n)           | Sportart       | Wettkampf            |
| ----------------- | -------------- | -------------------- |
| Simeon G. Toribio | Leichtathletik | Hochsprung           |
| Teófilo Yldefonso | Schwimmen      | 200-m-Brustschwimmen |
| José Villanueva   | Boxen          | Bantamgewicht        |

## Teilnehmer nach Sportarten und ihre Platzierung

### Hochsprung
Simeon Toribio, bereits im Jahr 1928 Teilnehmer an den Olympischen Sommerspielen (OSS) in Amsterdam mit der Disziplin Hochsprung, wo er den vierten Platz schaffte, sprang im damals weit verbreiteten Bauchwälzer. In Los Angeles war er einer von 14 Teilnehmern.
Die besten vier Springer hatten alle die Höhe von 1,97 m überwunden, die höhere Marke schaffte keiner (damals wurde in Zoll-Stufen aufgelegt). So musste ein Stechen die Entscheidung bringen. Der ganze Wettkampf dauerte vier Stunden. In der Reportage dazu heißt es:
„[...] alle rissen, als die Latte noch einen Zoll höher gelegt wurde, dicht an die 2 Meter. Es war eine lustige Gesellschaft, doch welcher Ernst steckte dahinter! Jedesmal, wenn ein Rivale es geschafft hatte, rannte van Osdel zu ihm und drückte ihm die Hand. Schließlich machte es der junge Kanadier McNaughton ebenso und zuletzt wurde es ein allgemeines Shake hands. [...] Bewundernswert die Willens- und Sprungkraft des kleineren Philippiners Simeon Toribo [...]. Erst im siebenten Stichsprung schaffte es der Kanadier.“
Schließlich gewann McNaughton die Goldmedaille, die Silbermedaille ging an Robert van Osdel aus den USA.
Toribio nahm auch an den nächsten Spielen 1936 in Berlin teil, wo er einen 12. Platz belegte.

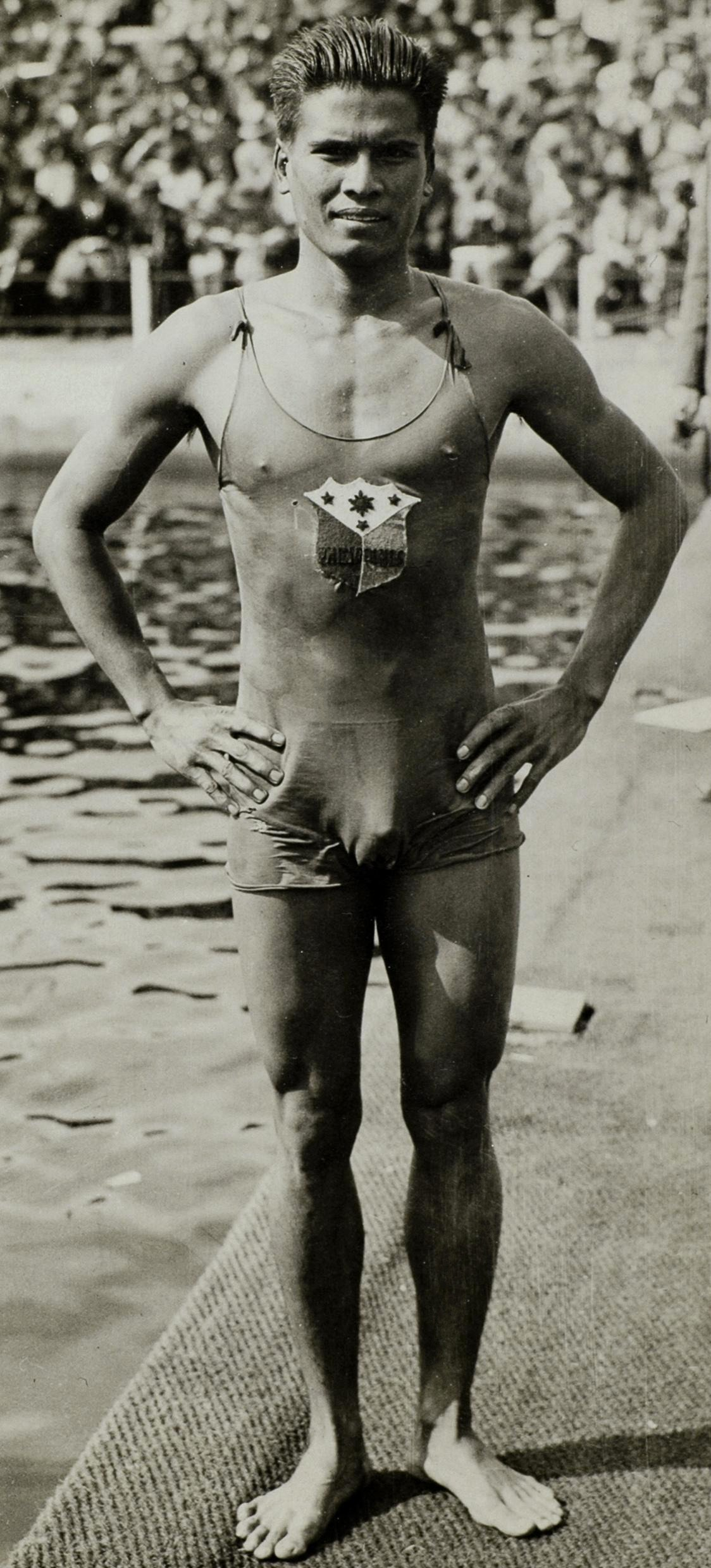
Bronzemedaillengewinner Schwimmer Teófilo Yldefonso

### Schwimmen
Im Schwimmen traten zwei Sportler in mehreren Ausscheidungsrunden an, und zwar Jikirum Adjaluddin (1912–1938) im 100-m-Freistilschwimmen und 200-m-Brustschwimmen sowie Teófilo Yldefonso (1902–1942), ebenfalls im 200-m-Brustschwimmen.
Adjaluddin kam im Freistil nicht in den Endkampf, beim Brustschwimmen belegte er schließlich im Finale den 5. Platz mit einer Zeit von 2:49,2 min.
Yldefonso, der im heimatlichen Fluss Guisit (einem Nebenfluss des Laoag) das Schwimmen erlernt hatte, belegte bei seiner Teilnahme an den Spielen in Amsterdam 1928 bereits einen vierten Platz. Er schwamm in Los Angeles 2:47,1 Minuten, was ihm nun den dritten Platz bescherte. Besser waren nur die beiden Japaner Tsuruta Yoshiyuki und Reizō Koike, die Gold und Silber holten.
Bei den nächsten Olympischen Sommerspielen 1936 in Berlin erreichte Yldefonso noch einmal einen 7. Platz.

### Boxen
Hier hatten sich vier Sportler zur Teilnahme an den Olympiakämpfen qualifiziert. Das waren John Gray im Fliegengewicht, José Luis Villanueva (1913–1983) im Bantamgewicht, José Padilla im Leichtgewicht und Carlos Padilla im Weltergewicht.
Gray und José Padilla verloren ihre Kämpfe jeweils in der ersten Runde, Gray gegen den Italiener Edelweis Rodriguez und Padilla gegen den Südafrikaner Lawrence Stevens, beide nach Punkten. Auch der ältere Bruder von José, Carlos Padilla, verlor seinen Kampf nach Punkten gegen Lucien Laplace aus Frankreich.
Villanueva erreichte die Finalkämpfe und nach einem verlorenen Match gegen den US-Amerikaner Joseph Lang (1911–1990) blieb ihm der dritte Platz.
In einer journalistischen Einschätzung heißt es zum Kampfstil der Philippiner:
Sie „haben eine etwas eigenartige Kampfweise. Sie sind boxerisch gut geschult, aber sie verlassen sich doch vor allem auf ihre Kampfkraft und die Wirksamkeit ihrer Treffer. Sie können und wollen nicht abwarten, sie lassen ihren stählern trainierten Körper von einem tapferen Temperament treiben, schicken schockweise Schläge aus und sind zufrieden, wenn einzelne ankommen. Sie machen sich nichts daraus, getroffen zu werden, wenn sie nur zugleich selbst treffen können, denn sie wissen, das wird härter und wirksamer sein. Selten sind sie zurückzuwerfen oder auch nur aufzuhalten. Sie gehen mit fliegenden Fahnen vor, bereit zu fallen oder zu fällen. Es ist gar nicht unklug, dass das olympische Kampfgericht sich fast regelmäßig mehr auf die Seite des guten Boxers als auf die des kühnen Kämpfers stellte.“

### Bilanz
Insgesamt ergibt sich mit einer Siegquote von 43 Prozent (drei Medaillen auf sieben Sportler) eine gute Länderbilanz. Alle Ergebnisse bis Platz 6 sind in die Ehrenrolle des IOC eingetragen.